# Cuphea lysimachioides
Cuphea lysimachioides är en fackelblomsväxtart som beskrevs av Adelbert von Chamisso och Schltdl.. Cuphea lysimachioides ingår i släktet blossblommor, och familjen fackelblomsväxter. Inga underarter finns listade i Catalogue of Life.